# Gaster

Plan budowy robotnicy mrówki. Gaster oznaczony liczbą 36

Gaster – tylna część ciała u błonkówek z podrzędu trzonkówek, powstała z części odwłoka i wchodząca w skład metasomy.
U trzonkówek (owadziarek i żądłówek) pierwszy segment odwłoka, określany mianem pozatułowia, łączy się z tułowiem w pseudotagmę nazywaną mezosomą. Pozostała część odwłoka tworzy metasomę, której segmenty: pierwszy (petiolus) lub pierwszy i drugi (postpetiolus) tworzą przewężenie, zwane stylikiem. Gaster stanowi nabrzmiałą część metasomy, położoną za stylikiem określa i obejmuje segmenty odwłoka od trzeciego lub od czwartego do jedenastego. Na segmentach gaster występują płytki grzbietowe – tergity i brzuszne – sternity, natomiast brak jest płytek bocznych (pleurytów). U samców segmenty dziewiąty i dziesiąty, a u samic też sternum segmentu ósmego ulegają przekształceniu w aparat kopulacyjny, pokładełko lub żądło. Liczba widocznych z zewnątrz segmentów jest więc znacznie mniejsza od ich faktycznej liczby. Najsilniej zaznacza się to u złotolitek, u których to widoczne mogą być tylko trzy segmenty tej części ciała.